# Selección adversa

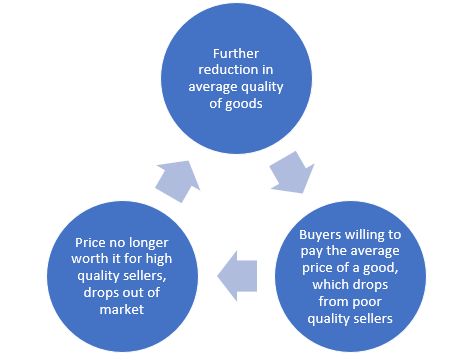
La imagen muestra un ciclo de deterioro del mercado relacionado con el fenómeno de la selección adversa. La selección adversa ocurre cuando los compradores y vendedores tienen acceso a diferentes niveles de información sobre la calidad de un bien, lo que conduce a una serie de consecuencias negativas en el mercado.

La selección adversa, antiselección o selección negativa es un término usado en economía, que describe aquellas situaciones previas a la firma de un contrato, en las que una de las partes contratantes, que está menos informada, no es capaz de distinguir la buena o mala calidad de lo ofrecido por la otra parte. El proceso que seguirá a esta asimetría de las partes es un fenómeno de selección adversa por el que solo se ofrecerán las peores calidades. Existen, no obstante, medios que tratan de evitar este resultado como es la señalización por algún método de los productos o clientes de buena calidad, así como aprobación de leyes para prevenir el oportunismo y facilitar el escrutinio, las comparaciones independientes y los estándares y certificaciones de calidad.
La selección adversa es una manifestación de la información asimétrica que se pone de manifiesto en los mercados de aseguramiento, financieros y manejo de riesgos.

## Ciclo de deterioro del mercado debido a la selección adversa
La imagen ilustra el ciclo de deterioro del mercado como resultado de la selección adversa:
1. Compradores dispuestos a pagar el precio promedio de un bien, que baja debido a los vendedores de baja calidad: Los compradores, sin poder distinguir la calidad de los bienes, solo están dispuestos a pagar un precio promedio.
2. El precio ya no vale la pena para los vendedores de alta calidad, que salen del mercado: Los vendedores de bienes de alta calidad encuentran que el precio promedio no cubre sus costos, por lo que se retiran del mercado.
3. Reducción adicional en la calidad promedio de los bienes: Con la salida de los vendedores de alta calidad, la calidad promedio de los bienes en el mercado disminuye aún más.

Este ciclo puede continuar indefinidamente, llevando a una degradación continua de la calidad del mercado y al final, la posible desaparición del mismo debido a la falta de confianza de los compradores.

## Ejemplo
Este término fue utilizado originalmente en el estudio de los seguros para describir una situación donde los tomadores de un seguro son más propensos a tener un siniestro que la población objetivo que utiliza el asegurador para establecer sus primas. Por ejemplo, cuando se establecen las tarifas para un contrato de seguro de vida, un asegurador podría mirar la tasa de mortalidad entre la población de un cierto grupo de edad en una región determinada. Ahora suponga que hay dos grupos entre esta población, fumadores y no fumadores, y el asegurador no puede distinguir cuál es cuál, de tal forma que ambos grupos terminan pagando la misma prima. Los no fumadores saben que ellos tienen menos probabilidades de morir que el promedio y que están subsidiando a los fumadores, por lo tanto estarán renuentes a tomar este seguro, mientras que los fumadores tendrán una mayor probabilidad de cobrar el seguro y por lo tanto estarán más dispuestos a comprar el seguro. La compañía aseguradora termina con personas con una tasa de mortalidad más alta que la estimada en el momento de establecer las primas.

## Información
En el caso usual, un requisito clave para que exista selección adversa es una asimetría de información - las personas que compran un seguro conocen si son o no fumadores, mientras que la compañía aseguradora no. Si la compañía aseguradora sabe quienes fuman y quienes no, podría cobrar una prima distinta a cada grupo y no se produciría selección adversa. Sin embargo otras condiciones pueden generar selección adversa incluso cuando no hay información asimétrica.  Por ejemplo, en algunos países se requiere que los aseguradores de salud provean este seguro a todos los que lo necesiten al mismo costo. En este caso, puede que no exista una asimetría de información, la compañía aseguradora puede conocer quien es o no fumador, pero el asegurado no puede actuar basado en esta información, entonces hay una asimetría de información "virtual".

## Áreas
El concepto de selección adversa ha sido generalizado por los economistas a mercados distintos al de aseguramiento, donde existen asimetrías de información similares. George Akerlof, que recibió el Premio en Ciencias Económicas en memoria de Alfred Nobel por sus investigaciones en los mercados con información asimétrica, desarrolló el modelo denominado del "mercado de la chatarra", ya que "lemon" es chatarra en inglés.
En los mercados de coches de segunda mano, los compradores de automóviles usados no saben si son "limones" (automóviles malos) o "cerezas" (automóviles buenos). Los vendedores, por el contrario, sí conocen esa información. A un precio dado los vendedores estarán más dispuestos a vender "limones" que "cerezas", guardando los automóviles buenos para ellos. Así, los compradores aprenderán a suponer que todos o casi todos los automóviles usados son "limones". Esto deprime el precio de los automóviles usados, de tal forma que más "cerezas" se mantienen fuera del mercado. El mecanismo del precio falla en mantener los "limones" fuera del mercado, incluso en un mercado competitivo. Por el contrario, ellos dominan el mercado. Aunque tengamos un coche de alta calidad, cuando lo ponemos en venta, las personas no van a estar dispuestas a pagar por él como un coche de alta calidad, porque se presume que si lo venden es porque tiene algún defecto. Por esto se dice, que todos los coches que se venden son de baja calidad. Por lo tanto, se llega a la conclusión de que en el mercado de segunda mano no existen coches buenos, lo que lleva a que el precio de todos los coches de segunda mano sean bastante bajo, sucesivamente, conforme pasen los periodos éste irá disminuyendo.